# ラプティ県
座標: 北緯28度20分 東経82度30分 / 北緯28.333度 東経82.500度

ラプティ県の位置

ラプティ県（ネパール語: राप्ती अञ्चल Listen）とは、ネパール中西部開発区域に属する県である。県都はトゥルシープル、最大都市はトリブバンナガルで、5郡からなる。

## 歴史
古来からタルーが住む地域であり、マラリアの影響も受け易い地域であった。そして、1960年代になるとDDTが蚊の駆除の為に散布される様になった。
また、1996年には此の地から毛沢東派によるネパール内戦が発生した。

## 郡

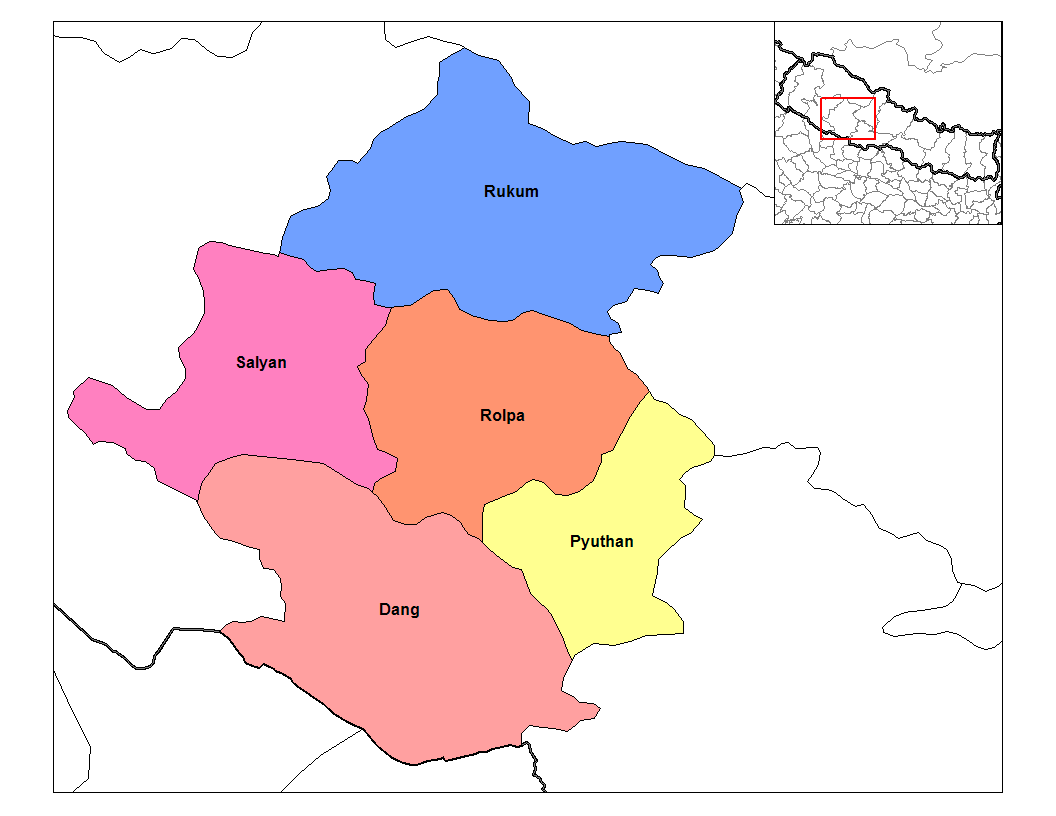
県内の5郡
■ルクム郡、■サリャーン郡、■ロルパ郡、
■ピュータン郡、■ダーン・デウクリ郡

| 郡                 | 郡庁所在地       |
| ------------------ | ---------------- |
| ダーン・デウクリ郡 | トリブバンナガル |
| ピュータン郡       | ピュータン       |
| ロルパ郡           | リバン           |
| ルクム郡           | ムシコート       |
| サリャーン郡       | サリャーン       |